# Yingluck Shinawatra
Yingluck Shinawatra (RTGS: Yinglak Chinnawat), född 21 juni 1967 i San Kamphaeng, Chiang Mai, är en thailändsk affärskvinna och politiker. Hon var Thailands premiärminister från den 5 augusti 2011 fram till den 7 maj 2014 då hon avsattes av Thailands Författningsdomstol. Hon är ledamot av Thailands underkammare sedan 3 juli 2011 och tillhör partiet Puea Thai. Hon är den första kvinnan i Thailand som har varit premiärminister.
Yingluck är syster till telekom-miljardären och den tidigare thailändske premiärministern Thaksin Shinawatra, som lever i landsflykt i Montenegro, och har pratat om att utfärda en amnesti som gör det möjligt för honom att komma tillbaka till sin dotters bröllop.